# Gunnarn
Gunnarn is een plaats in de gemeente Storuman in het landschap Lapland en de provincie Västerbottens län in Zweden. Het dorp, in 1743 gesticht, heette oorspronkelijk Bastuträsk, maar kreeg in 1897 de naam Gunnarn. Dit was toen er een postkantoor kwam, om verwarring met de plaats Bastuträsk in oostelijk Västerbotten te voorkomen. De plaats heeft 173 inwoners (2005) en een oppervlakte van 86 hectare. De plaats ligt ongeveer tussen de meren Stor-Bastuträsk en Stor-Tjickuträsk, ook loopt de Europese weg 12 langs het dorp.
Linnaeus bereikte tijdens zijn reis naar Lapland in 1732 Gunnarn, onderweg naar het westen, maar keerde om vanwege de moeilijke omstandigheden. Hij liep vast in het moeras Lycksmyren buiten het dorp.